# Dietmar Schössler
Dietmar Schössler (* 1937 in Nordhausen) ist ein deutscher Politikwissenschaftler und Militärsoziologe.

## Leben
Dietmar Schössler entstammt der Familie des Schneidermeisters und Hoflieferanten Conrad Schössler, er ist der Sohn des ehemaligen Gaubereichsleiters des Amts der NSDAP für Schulung und Volkspropaganda in Thüringen sowie in den letzten Kriegstagen stellvertretenden Gauleiters von Thüringen und Stadtkommandanten von Weimar, Kurt Schössler.
Schössler floh 1947 aus der Sowjetischen Besatzungszone und fand eine neue Heimat in Stuttgart. Nach dem Abitur am Eberhard-Ludwigs-Gymnasium Stuttgart 1958 leistete er als Reserveoffizieranwärter Wehrdienst bei der 1. Luftlandedivision der Bundeswehr. Heute bekleidet er den Dienstgrad Oberstleutnant der Reserve des Heeres.
Von 1960 bis 1966 studierte er Soziologie und Politische Wissenschaften an der Eberhard Karls Universität Tübingen, der Ruprecht-Karls-Universität Heidelberg und der Universität Mannheim (Diplom-Soziologe). 1970 wurde er an der Fakultät für Sozialwissenschaften der Universität Mannheim mit der Dissertation Der Primat des Zivilen. Eine Analyse der zivil-militärischen Beziehungen in der Bundesrepublik Deutschland zum Dr. phil. promoviert. 1982 habilitierte er sich mit der Arbeit Sicherheitspolitik oder Eigendynamik. Die strategischen Beziehungen zwischen USA und UdSSR.
Danach vertrat er Lehrstühle in Trier, Bamberg, Saarbrücken und Frankfurt am Main. Er wurde dann 1983 außerplanmäßiger Professor für Politische Wissenschaften an der Universität Mannheim. Von 1992 bis 2002 war er Professor für Politikwissenschaft mit besonderer Berücksichtigung der Sicherheitspolitik an der Fakultät für Sozialwissenschaften der Universität der Bundeswehr München.
Schössler veröffentlichte u. a. ein Standardwerk zur Militärsoziologie. Ab 1996 wurde er Herausgeber der Clausewitz-Studien der Clausewitz-Gesellschaft, deren Mitglied er ist. Er ist ferner Mitglied im Arbeitskreis Militär und Sozialwissenschaften. Er lebt mit seiner Familie in Wiesbaden, sein Sohn ist der Unternehmensberater und Publizist Martin Schössler.

## Schriften (Auswahl)

### Monografien
- mit Armin Steinkamm: Reservist 71, 72. Eine kritische Bestandsaufnahme des Reservistenverbandes (= Studien zu Politik und Strategie, Band 3). Hrsg. vom Verband der Reservisten der Deutschen Bundeswehr, Mönch-Verlagsgesellschaft, Bonn 1972.
- Unionsparteien und Modernität. Diskussionsmaterial zur Analyse der Bundestagswahl 1972 und zur Wahlniederlage der CDU/CSU (= Arbeitspapiere zur politischen Soziologie, Heft 7). Olzog, München 1973, ISBN 3-7892-7080-6.
- Der Primat des Zivilen. Konflikt und Konsens der Militärelite im politischen System der Bundesrepublik (= Mannheimer sozialwissenschaftliche Studien, Band 9). Hain, Meisenheim 1973, ISBN 3-445-01009-9.
- mit Erich Weede: West German elite views on national security and foreign policy issues (= Sozialwissenschaftliches Forum, Band 1). Athenäum-Verlag, Königstein 1978, ISBN 3-7610-8207-X.
- Bundeswehr und Reservisten (= Die Bundeswehr, Band 13). Walhalla, Regensburg 1979, ISBN 3-8029-6433-0.
- Militärsoziologie (= Athenäum-Taschenbücher, Band 2). Athenäum, Königstein 1980, ISBN 3-7610-4129-2.
- Militär und Politik. Das Sowjetunionbild in der sicherheitspolitischen Analyse (= Reihe Bernard & Graefe aktuell, Band 18). Bernard & Graefe, Koblenz 1983, ISBN 3-7637-5318-4.
- Das Erkenntnis- und Praxisinteresse an der Methode von Friedrich Engels. (1. Werkstattgespräch). Die 'Reichweite' der Clausewitzschen Kategorien bei der Analyse des modernen bewaffneten Konflikts (2. Werkstattgespräch). In: Clausewitz- und Engels-Forschung im Blick auf eine europäische Strategie- und Militärwissenschaft für die neunziger Jahre. (Werkstattgespräche). Dresdener Studiengemeinschaft Sicherheitspolitik (DSS) e. V (Hrsg.): DSS-Arbeitspapiere, Dresden 1990, Heft 4, 196 S. urn:nbn:de:bsz:14-qucosa2-351134
- Erkenntnisinteresse an Militärwissenschaft – allgemein und speziell (DDR) – was bleibt? In: Militärwissenschaft in der DDR 1949 - 1990. Ideengeschichtliche Grundlagen, Erkenntnisstand und kritische Wertung. (Hrsg.) Dresdener Studiengemeinschaft Sicherheitspolitik (DSS) e. V.: DSS-Arbeitspapiere, Dresden 1992, Heft 5, S. 6–13. urn:nbn:de:bsz:14-qucosa2-325572
- mit Reiner Albert, Frank Kostelnik: Deutschland, die NATO und Europa. Die sicherheitspolitische Lage im Spiegel der Elite-Gruppen-Meinungen. 1. Forschungsbericht zum EURO-SIPLA-Projekt (= Studien zur internationalen Sicherheit und Strategieforschung, Band 1). Münster u. a. 1993, Lit, ISBN 3-89473-398-5.
- Kasernenstaat Nordkorea. In: Gemeinsame Sicherheit – ein schwieriger Lernprozess. Prof. Dr. Rolf Lehmann zum 70. Geburtstag. (Hrsg.) Dresdener Studiengemeinschaft Sicherheitspolitik (DSS) e. V.: DSS-Arbeitspapiere, Dresden 2005, Heft 70, S. 159–182. urn:nbn:de:bsz:14-qucosa2-340207
- Carl von Clausewitz (= rororo, Nr. 50448). Rowohlt, Reinbek 2005, ISBN 3-499-50448-0.
- Clausewitz – Engels – Mahan. Grundriss einer Ideengeschichte militärischen Denkens (= Politik, Band 27). Lit, Berlin u. a. 2009, ISBN 978-3-8258-0220-2.

### Herausgeberschaften
- Hochschulen der Bundeswehr (= Politische Studien, Sonderheft 1973,1). Hrsg. von der Hanns-Seidel-Stiftung, Olzog, München 1973.
- Mit Michael Plathow: Öffentliche Theologie und internationale Politik. Zur Aktualität Reinhold Niebuhrs. Springer VS, Wiesbaden 2012, ISBN 978-3-658-00023-3.